# ジウベルト・シウバ
ジウベルト・アパレシド・ダ・シウバ（Gilberto Aparecido da Silva、1976年10月7日 - ）は、ブラジル・ミナスジェライス州出身の元サッカー選手。ポジションはミッドフィールダー。

## 経歴
「ブラジルの見えない壁」との異名を持つ選手。2002 FIFAワールドカップ・南米予選では全く無名の存在だったものの、2002 FIFAワールドカップ・南米予選では全く無名の存在だったものの、本大会では
エメルソンの負傷により、レギュラーとして、ワールドカップ優勝に貢献、2006 FIFAワールドカップでも2試合に出場した。2006 FIFAワールドカップでも2試合に出場した。2010 FIFAワールドカップ・南米予選でもプレーした。
元ブラジル代表監督ルイス・フェリペ・スコラーリが発掘した最大のタレントと言われている。
アーセナルFCには2003-04シーズンから、6シーズン在籍、プレミアリーグ制覇、2回のFAカップ制覇などのタイトル獲得に貢献した。2005-06シーズンはチャンピオンズリーグ準優勝、2006-07シーズンは副キャプテンとして34試合で10得点を決めた。
2008-09シーズンからはギリシャのパナシナイコスFCでプレイした。
2010年5月に母国ブラジルの名門グレミオFBPAへの移籍が発表された。
2015年12月11日、現役引退を発表した。

## エピソード
- 横浜F・マリノスの中澤佑二とはアメリカFCのユースチーム時代からの知り合い。2006 FIFAワールドカップ、ブラジル戦後ユニフォーム交換もしている。[要出典]

## 代表歴

### 出場大会
- ブラジル代表
  - 2002 FIFAワールドカップ
  - 2006 FIFAワールドカップ
  - 2010 FIFAワールドカップ

### 試合数
- 国際Aマッチ 91試合 3得点（2001年-2010年）[3]

| ブラジル代表 | 国際Aマッチ | 国際Aマッチ |
| 年           | 出場        | 得点        |
| ------------ | ----------- | ----------- |
| 2001         | 1           | 0           |
| 2002         | 15          | 3           |
| 2003         | 8           | 0           |
| 2004         | 5           | 0           |
| 2005         | 5           | 0           |
| 2006         | 9           | 0           |
| 2007         | 15          | 0           |
| 2008         | 9           | 0           |
| 2009         | 16          | 0           |
| 2010         | 8           | 0           |
| 通算         | 91          | 3           |